# Hippocampus Press
Hippocampus Press è una casa editrice statunitense specializzata in opere di H.P. Lovecraft e della sua cerchia letteraria.  Fondata nel 1999 e con sede a New York, Hippocampus è gestita dal fondatore Derrick Hussey.

## Produzione
Hippocampus ha pubblicato una vasta gamma di narrativa horror, saggistica, critica e poesia anche di altri autori legati a Lovecraft. Tra i più noti ci sono Thomas Ligotti, S.T. Joshi, Clark Ashton Smith, Robert H. Barlow e Donald Wandrei.
Ha inoltre pubblicato opere rimaste inedite di Lord Dunsany, (ad esempio The pleasures of a futuroscope e anche The ghost in the corner and other stories), nonché la serie "Lovecraft's Library", che raccoglie opere di autori che hanno influenzato Lovecraft ma che sono stati trascurati dalla critica, come Algernon Blackwood, M.P. Shiel e Herbert Gorman.
Al 2021, ha pubblicato oltre 200 opere tra narrativa, saggi e poesie di Lovecraft, nonché sedici volumi della collana Collected Letters (ancora in corso d'opera), che raccoglie la sua corrispondenza privata in versione integrale.

## Riconoscimenti
Nel 2014, Publishers Weekly ha dichiarato che Hippocampus Press è "l'editore di riferimento a livello mondiale di libri legati allo scrittore horror H.P. Lovecraft".
Nel 2011, Hippocampus Press è stata insignita del Premio Speciality Press Award, consegnato dalla Horror Writers Association.